# Grendel (Belgique)
Pour les articles homonymes, voir Grendel (homonymie).
Grendel est un village belge situé dans la commune d'Attert en province de Luxembourg et Région wallonne.

## Histoire
Au cours de la Seconde Guerre mondiale, le 10 mai 1940, jour du déclenchement de la campagne des 18 jours, Grendel est prise par les Allemands de la 10e Panzerdivision.

## Géographie

### Hydrologie
Le village est délimité
- au sud par la l'Attert, une rivière affluent de l'Alzette ;
- au nord et à l'est par la Nothomb, un ruisseau affluent de l'Attert ;
- à l'est par la frontière luxembourgeoise.

## Patrimoine
La sainte-patronne de l'église est Notre Dame.